# Carlo Battisti
Carlo Giuseppe Maria Battisti (Trento, 10 ottobre 1882 – Empoli, 6 marzo 1977) è stato un glottologo, linguista e bibliotecario italiano.
Si dedicò allo studio della dialettologia italiana, del latino volgare, dell'etrusco e della toponomastica e della cartografia toponomastica, divenendo ben presto uno dei maggiori esperti italiani. La sua figura rimane legata anche al ruolo interpretato nella pellicola Umberto D. di Vittorio De Sica, nel quale fu il protagonista.

## Biografia
Figlio di Giuseppe Battisti e Teresa Bentivoglio, entrambi insegnanti originari di Fondo in Val di Non, nacque a Trento il 10 ottobre 1882. Carlo Battisti studiò presso l'Università di Vienna a partire dal 1900 sotto la guida dei professori Wilhelm Meyer-Lübke, Adolfo Mussafia, Karl von Ettmayer e Elise Richter. Fu Privatdozent (Libero docente) di lingue romanze presso la stessa Università di Vienna, dove divenne amico del geografo goriziano, allora studente a Vienna, Luigi Visintin, ma Battisti non entrò mai in ruolo, in quanto accusato di irredentismo.
Dal 1906 iniziò la collaborazione alla rivista Archivio per l'Alto Adige, fondata in quell'anno da Ettore Tolomei. Nel 1912 condusse uno studio sui dialetti locali delle Giudicarie e soggiornò tre settimane a Magasa e Cadria (località al confine tra Lombardia e Trentino), di cui presentò una dettagliata relazione all'Imperial Regia Accademia di Vienna nella seduta del 21 maggio 1913. Chiamato alle armi nella prima guerra mondiale, fu ferito e fatto prigioniero in Russia ma riuscì a salvarsi e a ritornare in Italia.
Dopo l'annessione del Trentino e dell'Alto Adige all'Italia, nel 1919, Battisti fu nominato direttore della Biblioteca statale Isontina di Gorizia (1919-1925) e nel 1923 fondò la rivista Studi Goriziani. Nel 1925, avendo vinto il concorso, divenne professore di glottologia all'Università degli Studi di Firenze, dove insegnò per tutta la vita; fu socio dell'Accademia della Crusca dal 1955 e accademico dal 1964; direttore dell'Istituto di studi per l'Alto Adige, fondato da Ettore Tolomei; direttore della scuola per bibliotecari e archivisti paleografi. Fu membro del Partito Nazionale Fascista ed editore dell'«Archivio per l’Alto Adige», e dal 1949 al 1953 presidente dell'Associazione italiana biblioteche per la sezione toscana.
Per quanto riguarda la spinosa questione dell'Alto Adige, Battisti manteneva una posizione congruente con la politica di italianizzazione voluta dal fascismo, affermando nel suo discorso inaugurale dell'anno accademico fiorentino 1932/33, sulla Romanità dell'Alto Adige, che bisognava affermare il prestigio della lingua nazionale «reggendo alto e fermo il littorio con cui apparve sulle Alpi Druso. (...) Chi strinse i legami fra la provincia di confine e l'unità italiana, chi potenziò le risorse della regione in modo insperato fu esclusivamente il Fascismo».

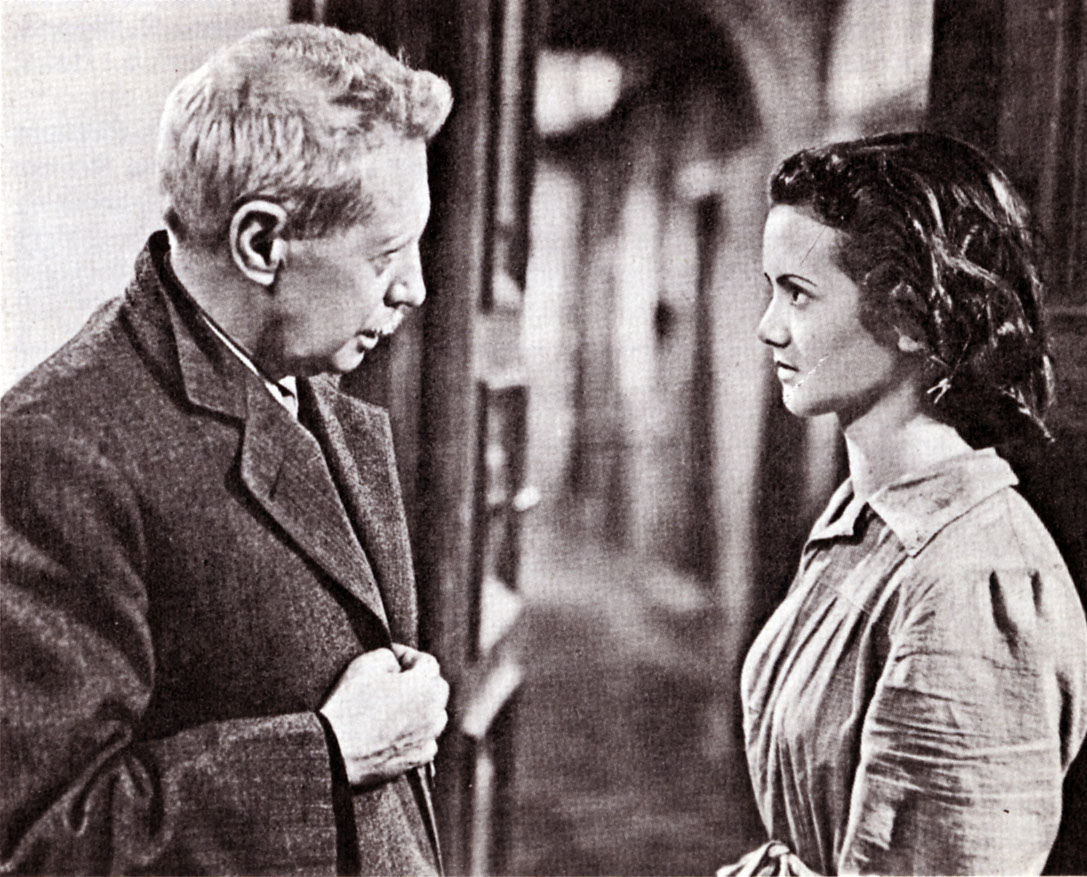
Carlo Battisti in Umberto D. di Vittorio De Sica.

Nel 1934 fu al centro di un'accesa disputa scientifica con Francesco Pironti, professore di greco e latino in un liceo di Napoli, il quale, in una pubblicazione, aveva sostenuto che l'etrusco fosse un dialetto greco; con argomentazioni inconfutabili, Carlo Battisti stroncò le teorie del collega napoletano che, amareggiato, si impiccò nel suo studio.
Fu autore di importanti volumi come Fonetica generale (1938) e Avviamento allo studio del latino volgare (1949), ma la sua opera principale è il Dizionario etimologico italiano, compilato col suo allievo Giovanni Alessio, in 5 volumi (Firenze, G. Barbera, 1950-57), il primo dizionario italiano rispondente alle esigenze dell'etimologia moderna e tuttora fondamentale. 
Nel 1952 fu attore protagonista nella pellicola neorealista Umberto D. di Vittorio De Sica. Inoltre, nel 1955 diresse il documentario Le nozze fassane. 
Morì novantaquattrenne a Empoli. È sepolto nel cimitero di Fondo.

## Opere
- Die Nonsberger Mundart (Lautlehre), in Sitzungsberichte der philosophisch-historischen Klasse der Kaiserlichen Akademie der Wissenschaften, n. 160, Vienna, Alfred Hölder, 1909.
- Zur Sulzberger Mundart. Ein Reisebericht, Vienna, A. Holzhausen, 1911 (estr.)
- Le dentali esplosive intervocaliche nei dialetti italiani, Halle, Niemeyer, 1912
- Die Mundart von Valvestino - Ein Reisebericht, in Sitzungsberichte der Kaiserlichen Akademie der Wissenschaften, n. 174, Vienna, Alfred Hölder, 1913.
- Testi dialettali italiani in trascrizione fonetica, 2 voll., Halle, Niemeyer, 1914-21
- Studi di storia linguistica e nazionale del Trentino, Firenze, F. Le Monnier, 1922
- Filoni toponomastici prelatini nel bacino del Noce, Trento, Società per gli studi trentini, 1928 (estr.).
- Popoli e lingue nell'Alto Adige. Studi sulla latinità altoatesina, Firenze, R. Bemporad & figlio, 1931
- Polemica etrusca, Firenze, F. Le Monnier, 1934
- Storia della questione ladina, Firenze, F. Le Monnier, 1937
- Fonetica generale, Milano, Hoepli, 1938
- I nomi locali della Pusteria, Firenze, Rinascimento del libro, 1938-41 (con Maria Montecchini) («Dizionario toponomastico atesino», II/1-4)
- I nomi locali delle valli di Badia e Marebbe, Firenze, Rinascimento del libro, 1940-44 («Dizionario toponomastico atesino», III/1-2)
- Storia linguistica e nazionale delle valli dolomitiche atesine, Firenze, Rinascimento del libro, 1941 («Dizionario toponomastico atesino», suppl.)
- I nomi locali del decanato di Bressanone, Firenze, Istituto per l'Alto Adige, 1945 («Dizionario toponomastico atesino», IV/1)
- I nomi locali della comunità d'Ampezzo, Roma-Bolzano, Istituto di studi per l'Alto Adige, 1947 («Dizionario toponomastico atesino», III/3)
- La posizione dialettale di Cortina d'Ampezzo, Firenze, Tip. Giuntina, 1947
- Avviamento allo studio del latino volgare, Bari, Leonardo Da Vinci, 1949
- Dizionario Etimologico Italiano, 5 voll., Firenze, G. Barbera, 1950-57 (compilato con Giovanni Alessio)
- Miscellanea di studi linguistici in ricordo di Ettore Tolomei, a cura di Carlo Battisti, Firenze, Olschki, 1953
- I nomi locali di S. Andrea in Monte, Roma-Bolzano, Istituto di studi per l'Alto Adige, 1953 («Dizionario toponomastico atesino», IV/2)
- Italiani e Tedeschi nell'Alto Adige. Osservazioni su una recente pubblicazione etnografica alto-atesina, estratto da L'Universo, 1953
- Commento al foglio 2: Saggio di cartografia toponomastica atesina, comune di Castelrotto, 1953
- Il confine italo-austriaco al Brennero, Firenze, A. Francolini, 1954 (estr.)
- Come divenni Umberto D.: saggi, Roma, Edizioni della cineteca scolastica, 1955
- L'Italia e l'Alto Adige. Dall'accordo italo-austriaco del 1946 alla nota austriaca del 1956. Esperienze di un decennio. Seconda edizione riveduta e ampliata. Firenze, F. Le Monnier, 1957
- Sostrati e parastrati nell'Italia preistorica, Firenze, F. Le Monnier, 1959
- Le valli ladine dell'Alto Adige e il pensiero dei linguisti italiani sulla unità dei dialetti ladini, Firenze, F. Le Monnier, 1962
- L'Alto Adige nel passato e nel presente. Studi raccolti da Carlo Battisti, Firenze, Istituto di Studi per l'Alto Adige, 1963
- La relazione della commissione dei XIX e l'Alto Adige, Firenze, Barbera, 1964
- I nomi locali del Burgraviato di Merano, Firenze, L.S. Olschki, 1968-72 (con Gabriella Giacomelli)
- I nomi locali del Roveretano distribuiti per comuni, Firenze, L.S. Olschki, 1969
- Autobibliografia, Firenze, L.S. Olschki, 1970
- I nomi locali dell'altipiano di Lavarone-Luserna, Firenze, L.S. Olschki, 1972
- I nomi locali di Trento e dei suoi dintorni, Trento, Società di studi trentini di scienze storiche, 1972
- I nomi locali della media Venosta (Val Senales e Val Martello), Firenze, L.S. Olschki, 1978

## Critiche
(Sebastiano Timpanaro, 1980, p. 64)

## Archivio e biblioteca personali
La Biblioteca Umanistica dell'Università degli studi di Firenze conserva un Fondo librario intitolato a Carlo Battisti  e un omonimo Fondo archivistico. Il Fondo librario donato nel 1969 alla Biblioteca di Lettere e Filosofia dallo stesso Battisti, consisteva inizialmente in un piccolo nucleo di 250 volumi, selezionati dalla ben più ampia biblioteca personale dello studioso, con lo scopo di allestire una sala di consultazione dedicata alla dialettologia italiana. Il Fondo, collocato ad accesso diretto degli utenti e aggiornato e cresciuto per volontà dello stesso Battisti anche grazie ad una sua donazione di 20.000.000 di lire, comprende oggi oltre 2500 volumi tra dizionari e atlanti linguistici, pubblicazioni monografiche e riviste riguardanti temi, aree e luoghi della dialettologia italiana. Il Fondo archivistico denominato "Carlo Battisti" comprende materiale manoscritto, ancora non ordinato e consistente principalmente in appunti di fonetica critica dei dialetti dell'allora alto Casertano (ma oggi Lazio meridionale), collegati all’opera di Clemente Merlo sulla fonetica dei dialetti di Sora.